# Touchwood Pacific Partners
Touchwood Pacific Partners était une société américaine de production de films fondée en 1990. La société a succédé aux quatre Silver Screen Partners.

## Histoire
La société a été créée le 23 octobre 1990 comme un partenariat limité entre Disney et des investisseurs japonais.
La société a été conçue comme Silver Screen Partners avec des investisseurs devant acheter des actions à 500 dollars l'une mais ne concerne pas les films d'animations. La société Yamaichi Securities a vendu un placement privé à 50 institutions ou investisseurs privés japonais pour 191 millions de dollars auxquels s'ajoute une ligne de crédit 420 millions de dollars ouverte par un groupe de banque comprenant Citibank, Fuji Bank Ltd., Long-Term Credit Bank of Japan Ltd. et Manufacturers Hanover Trust Co. .
Mais ce partenariat était moins avantageux que les Silver Screens en raison des taux d'intérêt japonais plus bas en 1990. De plus il n'y avait aucune garantie sur les résultats financiers minimum des films produits. Les autres éléments du partenariat comprenaient :
- une redevance de 30 % à Buena Vista Pictures Distribution avant tout autre paiement
- après paiement des participations tierces et résiduelles, le partenariat paye 42 % du restant à Buena Vista
- si les associés ne recouvrent pas leur investissement initial cinq ans après la sortie du film, Disney est requis pour compenser les frais de distribution jusqu'à concurrence du montant initial investi

## Filmographie
- 1991 : What About Bob?
- 1991 : Paradise
- 1991 : Ernest Scared Stupid
- 1991 : Billy Bathgate
- 1991 : Le Père de la mariée
- 1992 : Noises Off...
- 1992 : Straight Talk
- 1992 : Newsies
- 1992 : Un faire-part à part
- 1992 : Chérie, j'ai agrandi le bébé
- 1992 : Captain Ron
- 1992 : Les Petits Champions
- 1992 : Consenting Adults
- 1993 : Aspen Extreme
- 1993 : Homeward Bound: The Incredible Journey
- 1993 : Comment l'esprit vient aux femmes (Born Yesterday)
- 1993 : Les Princes de la ville